# Ameli Haagerová
Ameli Haagerová (* 1979) je bývalá německá reprezentantka ve sportovním lezení, vicemistryně Evropy v lezení na rychlost a juniorská mistryně světa v lezení na obtížnost.
Mezinárodních závodů se účastnila také její sestra Nicola Haager, mistryně Německa v boulderingu.

## Závodní výsledky
| Mistrovství Evropy | Mistrovství Evropy |
| Rok                | 1996               |
| ------------------ | ------------------ |
| Rychlost           | 2                  |

| Mistrovství světa juniorů | Mistrovství světa juniorů | Mistrovství světa juniorů |
| Rok                       | 1994 kat B                | 1995 kat A                |
| ------------------------- | ------------------------- | ------------------------- |
| Obtížnost                 | 2                         | 1                         |